# 伊日·安东
伊日·安东（捷克語：Jiří Anton，1924年10月4日—1994年或1997年），捷克男子冰球教练。他曾带领捷克斯洛伐克国家队参加1964年冬季奥林匹克运动会冰球比赛，结果队伍获得一枚铜牌。